# Kapalua
Kapalua – jednostka osadnicza w Stanach Zjednoczonych, w hrabstwie Maui.